# Rodolphe Imhoof

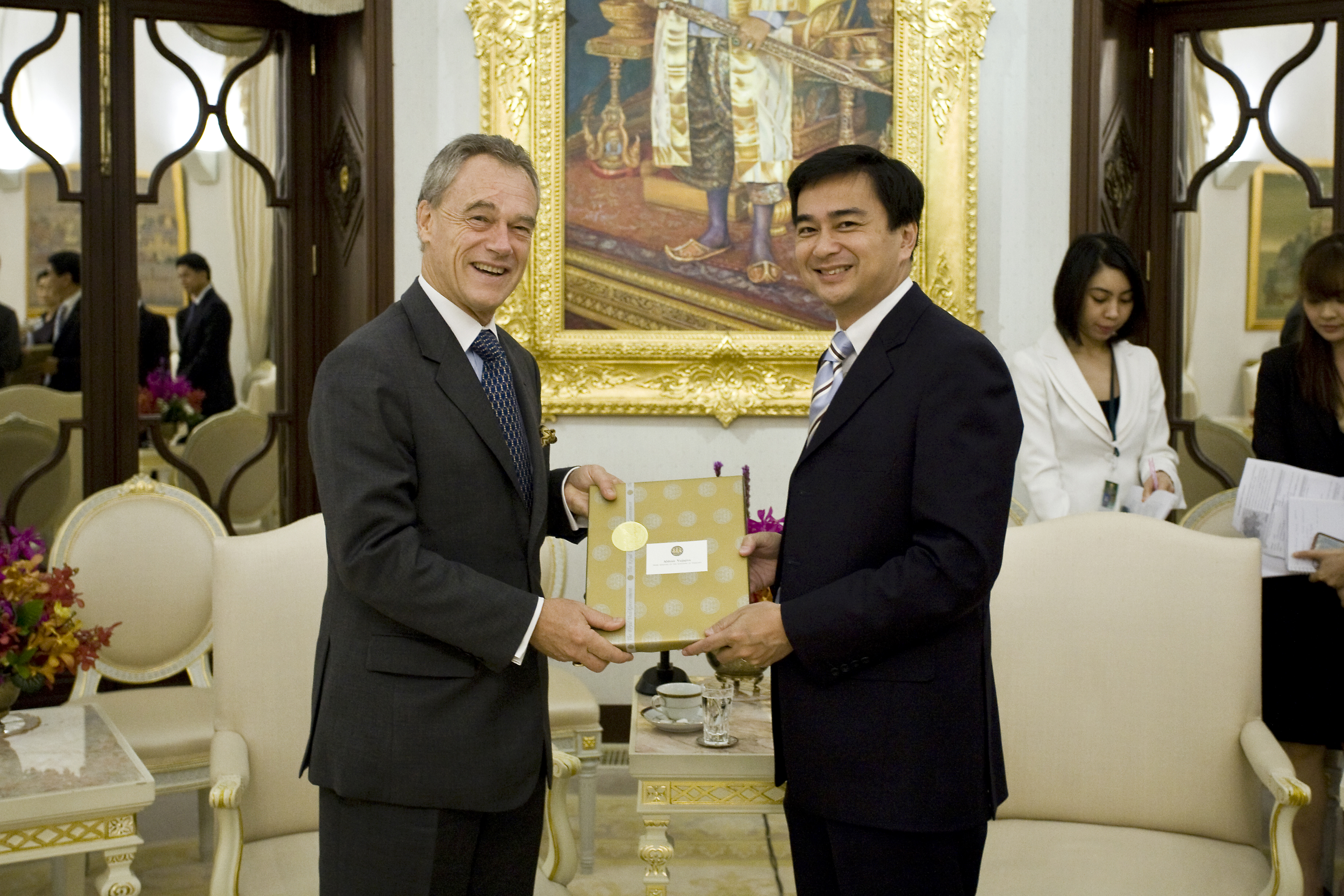
Rodolphe Imhoof (links) und Abhisit Vejjajiva

Rodolphe Imhoof (* 1947 in Genf, heimatberechtigt in Zofingen, Kanton Aargau) ist ein Schweizer Diplomat.

## Leben
Imhoof studierte an der Universität Genf Jus und schloss seine Studien mit dem Doktorat der Rechte ab.
1974 trat Rodolphe Imhoof in den Dienst des Eidgenössischen Departements für auswärtige Angelegenheiten ein und wurde als Stagiaire in Bern und London eingesetzt. Von 1975 bis 1977 arbeitete er in der Handelsabteilung des Eidgenössischen Volkswirtschaftsdepartements. Im Anschluss war er bis 1982 Mitglied der Schweizerischen Delegation bei der OECD. Seinen Dienst in der Schweizer Botschaft in Peking nahm er 1982 auf, 1984 wurde er zum Botschaftsrat ernannt. Im Eidgenössischen Departement für auswärtige Angelegenheiten, Bern, wurde er von 1984 bis 1987 mit verschiedenen Aufgaben betraut. 1987 trat er seinen Dienst als erster Mitarbeiter des Missionschefs in Athen an. In der gleichen Funktion wurde er 1991 nach Bonn versetzt.
Als Schweizer Botschafter für Costa Rica, Nicaragua und Panama, mit Sitz in San José, trat er nach der Ernennung durch den Schweizer Bundesrat am 3. September 1996 seinen Dienst an und löste seinen Amtsvorgänger Eric Pfister ab. Dort verblieb er, um anschliessend Chef der Politischen Abteilung II Asien/Ozeanien im Eidgenössischen Departement für auswärtige Angelegenheiten zu werden. Am 20. Oktober 2005 wurde Rodolphe Imhoof vom Schweizer Bundesrat zum Botschafter in Thailand und Kambodscha ernannt. Er löste seinen Amtsvorgänger Hans-Peter Erismann in der Schweizer Botschaft in Bangkok am 6. Februar 2006 ab. In seiner Funktion als Botschafter nahm er 2008 an der Geberkonferenz nach dem Zyklon Nargis teil. Er verblieb bis zum 13. August 2009 in diesem Amte.
Bis März 2013 war Rodolphe Imhoof danach Botschafter bei der UNESCO und der Internationalen Organisation der Frankophonie (OIF), jeweils mit Sitz in Paris. Sein Nachfolger wurde Jean-Frédéric Jauslin.